# Gare de Montargis
Gare de Montargis vasútállomás Franciaországban, Montargis településen.

## Vasútvonalak
Az állomást az alábbi vasútvonalak érintik:
- Moret–Lyon-vasútvonal
- Villeneuve-Saint-Georges-Montargis-vasútvonal
- Orléans–Montargis-vasútvonal
- Montargis-Sens-vasútvonal

## Kapcsolódó állomások
A vasútállomáshoz az alábbi állomások vannak a legközelebb:
- Gare de Nogent-sur-Vernisson (Lyon-Perrache pályaudvar, Moret–Lyon-vasútvonal)
- Gare de Ferrières - Fontenay (Paris Gare de Lyon, Moret–Lyon-vasútvonal, Line R)
- Paris Gare de Bercy